# Luis Marco Pérez
Luis Marco Pérez (Fuentelespino de Moya, 1896 - Madrid, 17 de enero de 1983) fue un escultor e imaginero español. Recibió la medalla del Círculo de Bellas Artes de Madrid y está considerado como uno de los mejores imagineros españoles del siglo xx. Estuvo muy vinculado desde su nacimiento a la provincia de Cuenca, donde su obra se halla ampliamente representada gracias a los múltiples encargos que recibió. 

## Biografía
Nacido en Fuentelespino de Moya (provincia de Cuenca), con doce años de edad se trasladó a Valencia. En 1919 obtiene una beca que le permite estudiar en Madrid, donde trabajó con grandes escultores. Viajó a Italia becado por la Diputación Provincial de Cuenca, posteriormente, fue profesor hasta 1936 de la Escuela de Artes y Oficios de Cuenca. También daría clases en Valencia, Madrid y Valladolid. Fue discípulo de F. Ortells..
Con 20 años gana su 1.ª medalla con la obra «El alma de Castilla es el silencio» (actualmente en el Palacio Provincial de Cuenca), mientras que en 1926 gana la medalla del Círculo de Bellas Artes con «El hombre de la Sierra» (situada en el Parque de San Julián de Cuenca). En 1930 volvería a ganarla con "El Pastor de las Huesas del Vasallo", sobre un peñasco en la Hoz del Huécar, cerca de las Casas Colgadas conquenses.
Como imaginero, realizó numerosos conjuntos procesionales para la Semana Santa de la ciudad de Cuenca. Anterior a 1936, había dado a esta ciudad una Santa Cena y un Descendido, que desaparecieron en la guerra civil española, además de un Jesús Orando en el Huerto de San Antón, que actualmente reside en la localidad conquense de San Clemente. Obras suyas conservadas en la Semana Santa conquense son: «La Virgen de las Angustias», «San Juan Evangelista», «Nuestro Padre Jesús Nazareno del Salvador», «Jesús entrando en Jerusalén», «San Juan Bautista», «Ecce-Homo de San Gil», «Jesús de Medinaceli», «Soledad del Puente», «Cristo de las Misericordias», «San Pedro Apóstol», «Cristo de la Luz», «El Descendimiento», «La Exaltación», «Cristo Yacente», «La Oración del Huerto de San Esteban», «El Beso de Judas», «La Virgen de la Amargura con San Juan Apóstol», «Jesús Amarrado a la Columna», «Jesús Caído y la Verónica del Salvador».
También existen imágenes suyas en otras Semanas Santas como la de Ciudad Real («Oración en el Huerto», «Nuestro Padre Jesús Caído», «Santísimo Cristo del Perdón y de las Aguas», «Santo Descendimiento», «Nuestra Señora de las Angustias» y «Nuestra Señora de la Soledad»), Tarancón, Mota del Cuervo («Ntro. Padre Jesús Nazareno», «Stmo. Cristo del Perdón», «Stmo. Cristo de la Lanzada» y «Cristo Yacente»), Elche "La Flagelación", Carabanchel (Madrid) "Cristo de Las Misericordias y El Perdón" y "Stmo. Cristo Yacente", Avilés "Jesús de Galiana" o en Albacete "Ntra. Sra. de Las Angustias".
Si bien el nombre de este artista se asocia a su faceta de imaginero, también produjo algunas obras de tema mitológico y grecorromano. En 2024 se subastó en Madrid "Herrando a un centauro", relieve en madera de roble de más de 2 x 1,5 metros . 
Murió a los 86 años de edad. En 1985 sus restos fueron trasladados a Cuenca, al Cementerio de San Isidro (en honor suyo Alfonso Cabañas, compuso la Marcha Procesional "Marco Pérez ha Muerto").